# 양청호
양청호(양징호,중국어 정체자: 陽澄湖, 간체자: 阳澄湖, 병음: YangchengHu)는 중국 장쑤성 쑤저우시에 있는 담수호이다. 호수 면적은 119.04킬로미터이며, 쑤저우의 우중구(呉中区), 쑤저우 공업원구(苏州工业园区), 쿤산시(昆山市), 창수시(常熟市)에 걸쳐 있다.
평균 수심은 2미터에 조금 못 미치고, 저수량은 1.67억 입방미터이다. 호수의 형상은 불규칙하고, 동중서쪽의 세 부분으로 나닌다.

## 특산물

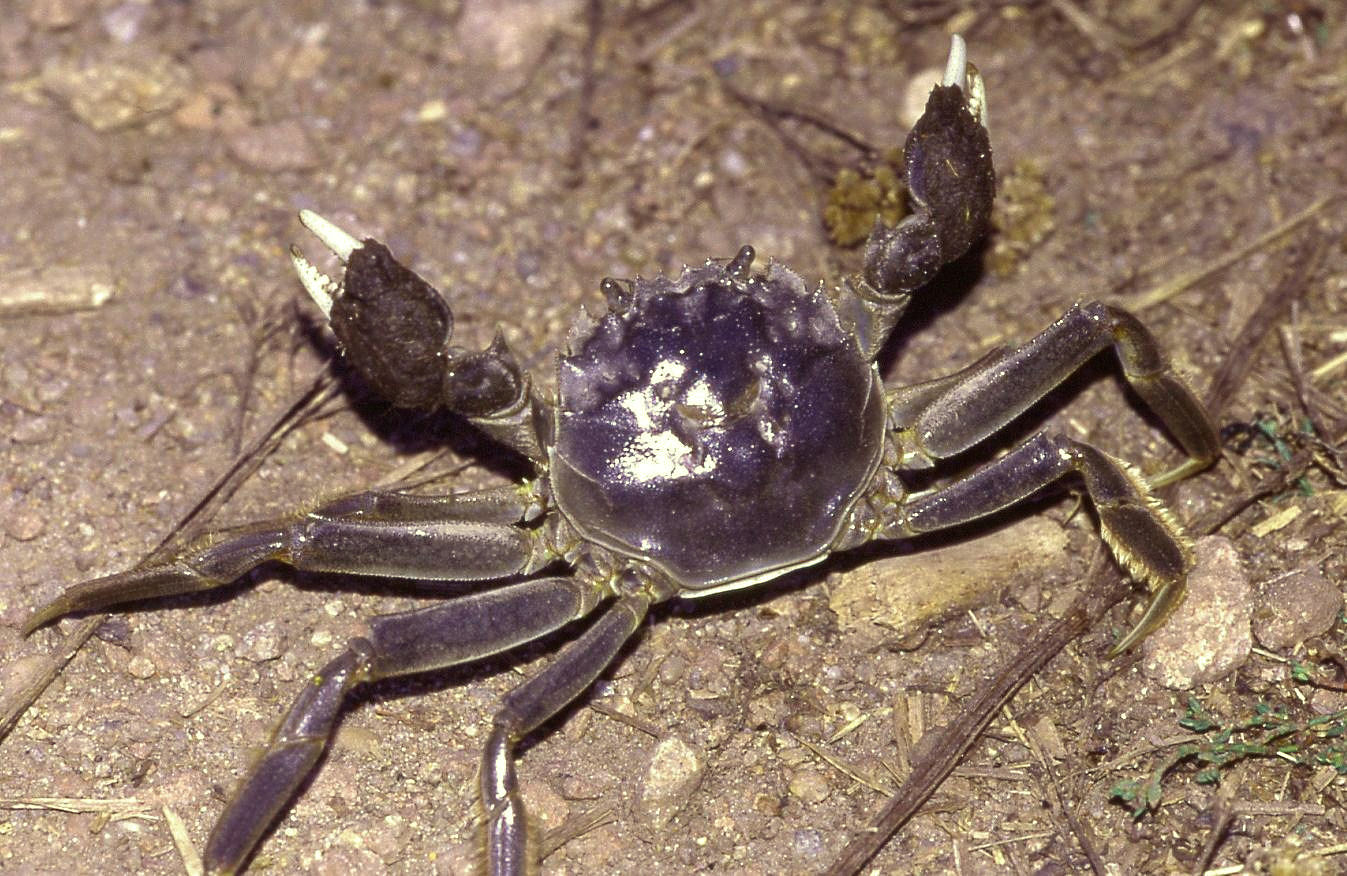
양청후 따자씨에(대갑게)

양청호의 어패군은 다양하며, 그 중 가장 유명한 것이 대표적인 것이 상하이 요리로 손꼽는 따자씨에(大闸蟹, 대갑게)이다. 이것은 상하이 따자씨에의 가장 좋은 재료가 되기 때문에, 양청 호 따자씨에는 따로 표기를 한다.

## 문학 배경
양청 호는 경극 사가빈(沙家浜)의 고사가 생긴 배경지이기도 하다.